# Anežka Paloudová
Anežka Paloudová  (* 19. ledna 1999, Praha) je česká rychlostní kanoistka, závodící na kajaku. Je několikanásobnou mistryní světa a Evropy ve sjezdu na divoké vodě. Ve dvaceti letech, s příchodem na vysokou školu, se začala věnovat rychlostní kanoistice. V roce 2024 se nominovala na Letní olympijské hry v Paříži, kde skončila na pětisetmetrové trati celkově patnáctá.

## Život
Narodila se v Praze, ale vyrůstala v Českém Krumlově, kam se v jednom roce s rodiči přestěhovala. Její matkou je Marcela Paloudová, botanička a učitelka biologie a chemie na gymnáziu, otcem stavební inženýr Tomáš Palouda. Má dva mladší sourozence, sestru Karolínu (* 2000) a bratra Mikoláše (* 2007), kteří také pádlují na divoké vodě. Všechny děti byly od malička vedeny nejen ke sportu, ale i dalším aktivitám.

## Sportovní kariéra
Přes turistické splouvání českých řek jako porcelán v lodi se v osmi letech dostala k vodnímu slalomu, později začala závodit také ve sjezdu na divoké vodě, kde se v roce 2014, v patnácti letech, poprvé probojovala do reprezentačního družstva juniorů i seniorů, v témže roce vyhrála na kajaku seniorské mistrovství České republiky.
V roce 2016 vybojovala svou první individuální medaili při seniorském mistrovství světa, kde skončila na druhém místě na kajaku. O rok později se stala individuální mistryní světa na kanoi. Následovalo mnoho dalších medailových umístění na nejvyšších soutěžích. 
Při nástupu na vysokou školu stavební ČVUT v Praze, obor architektura a stavitelství, se dostala k rychlostní kanoistice. Hned při svém prvním roce se dostala do reprezentačního družstva a jako první Češka vybojovala individuální medaili na mistrovství světa do 23 let v rychlostní kanoistice. 
V roce 2024 se nominovala na Letní olympijské hry.

## Osobní život
Vedle profesionálního sportu úspěšně vystudovala architekturu na ČVUT.
V roce 2024 se zasnoubila s Josefem Dostálem a 5.července 2025 oznámili narození svého prvorozeného syna Jonatána 